# Stans (Zwitserland)
Stans is de hoofdplaats van het Zwitserse kanton Nidwalden. De gemeente ligt nabij het Vierwoudstrekenmeer (of meer van Luzern).
De gemeente heeft 8175 inwoners (31 december 2013), ligt op 452 meter hoogte en beslaat 1108 hectare (11,08 km2).

## Geschiedenis
De naam Stans is voor het eerst in de literatuur te vinden in 1172. In 1798 werd het door de Franse troepen aangevallen, nadat Nidwalden voor een andere religie had gekozen.
De Landsgemeinde, de jaarlijkse bijeenkomst voor politieke beslissingen en de verkiezing van de regering van het kanton, werd in Stans voor het laatst in 1997 gehouden.
Bezienswaardigheden in Stans zijn: de berg (de Stanserhorn) met 1898 m, het dorpsplein, de kerk St. Peter en Paul (gebouwd van 1641 tot 1647) met een markante toren, het vrouwenklooster St. Klara, een monument voor de plaatselijke held Winkelried en zijn geboortehuis (Winkelriedhaus), een kapucijner klooster, een zoutvoorraadshuis en een oude smalle straat (Schmiedgasse).